# Newsreader
Un Newsreader o News Client è un software utilizzato per leggere e scrivere articoli sui newsgroup della rete Usenet. Tipicamente tali software si collegano in remoto ai server della rete Usenet tramite il protocollo NNTP.
Esistono due grosse famiglie di newsreader:
1. newsreader orientati ai gruppi binari
2. newsreader orientati ai gruppi testuali.

I primi sono progettati ed ottimizzati per essere utilizzati con i newsgroup nei quali è possibile inviare allegati (tipicamente immagini) agli articoli.
I newsreader orientati ai gruppi testuali di contro sono ottimizzati per la lettura di articoli fatti di solo testo.